# Barfleur-Klasse
Die Barfleur-Klasse war eine Klasse von vier nominell 90-Kanonen-Linienschiffen 2. Ranges der britischen Marine, die von 1770 bis 1819 in Dienst stand.

## Allgemeines
Die auf den Linien der Royal William basierende Klasse wurde von dem Surveyor of the Navy Sir Thomas Slade entworfen und war sein dritter Entwurf eines 90-Kanonen-Linienschiffes, nach den drei Einheiten der Sandwich-Klasse (1756) und der London (1759).

## Einheiten
| Name           | Bauwerft                        | Bestellung         | Kiellegung        | Stapellauf       | Indienststellung | Verbleib                                  |
| -------------- | ------------------------------- | ------------------ | ----------------- | ---------------- | ---------------- | ----------------------------------------- |
| Barfleur       | Chatham Dockyard, Chatham       | 19. Oktober 1761   | 22. November 1762 | 30. Juli 1768    | 23. Oktober 1770 | September 1819 abgebrochen                |
| Prince George  | Chatham Dockyard, Chatham       | 11. Juni 1766      | 18. Mai 1767      | 31. August 1772  | 2. November 1776 | Hulk ab Februar 1817 und 1839 abgebrochen |
| Princess Royal | Portsmouth Dockyard, Portsmouth | 10. September 1766 | 31. Oktober 1767  | 18. Oktober 1773 | 5. April 1777    | Oktober 1807 abgebrochen                  |
| Formidable     | Chatham Dockyard, Chatham       | 17. August 1768    | Dezember 1769     | 28. August 1777  | 20. Februar 1778 | September 1813 abgebrochen                |

## Technische Beschreibung
Die Klasse war als Batterieschiff mit drei durchgehenden Geschützdecks konzipiert und hatte eine Länge auf diesen von 53,95 Metern (Geschützdeck), eine Breite von 15,25 Metern und einen Tiefgang von 6,4 Metern. Sie waren Rahsegler mit drei Masten (Fockmast, Großmast und Kreuzmast). Der Rumpf schloss im Heckbereich mit einem Heckspiegel, in den Galerien integriert waren, die in die seitlich angebrachten Seitengalerien mündeten.
Die Besatzung hatte eine Stärke von 750 Mann. Die Bewaffnung der Klasse bestand bei Indienststellung aus 90 Kanonen, die sich aber durch hinzufügen von acht Kanonen auf dem Achterdeck auf 98 Kanonen erhöhte.
|                       | Unteres Batteriedeck | Mittleres Batteriedeck | Oberes Batteriedeck | Backdeck       | Achterdeck     | Kanonen (Geschossgewicht) |
| --------------------- | -------------------- | ---------------------- | ------------------- | -------------- | -------------- | ------------------------- |
| Design                | 28 × 32-Pfünder      | 30 × 18-Pfünder        | 30 × 12-Pfünder     | 2 × 12-Pfünder |                | 90 Kanonen (411,32 kg)    |
| 1778 (Princess Royal) | 28 × 32-Pfünder      | 30 × 18-Pfünder        | 30 × 12-Pfünder     | 2 × 9-Pfünder  | 8 × 12-Pfünder | 98 Kanonen (422,21 kg)    |
| 1790 (Formidable)     | 28 × 32-Pfünder      | 30 × 18-Pfünder        | 30 × 12-Pfünder     | 2 × 12-Pfünder | 8 × 12-Pfünder | 98 Kanonen (434,45 kg)    |